# 政务院秘书厅
政务院秘书厅是中华人民共和国中央人民政府政务院的一个办公机关，根据1949年9月27日中国人民政治协商会议第一届全体会议通过的《中华人民共和国中央人民政府组织法》第十八条的规定，于1949年9月设立。1954年9月，第一届全国人民代表大会第一次会议在北京召开，会议通过了《中华人民共和国宪法》和《中华人民共和国国务院组织法》，成立中华人民共和国国务院。

## 职权
按照《中华人民共和国中央人民政府组织法》第十八条的相关规定，政务院秘书厅的主要任务和职责是：办理日常事务并管理文书、档案和印鉴印铸等事宜。

## 机构设置
政务院秘书厅设有以下工作机构：
- 中央人民政府政务院秘书厅
  - 主任
    1. 齐燕铭
    2. 申伯纯（52年3月任）

  - 副主任
    1. 申伯纯
    2. 周子健
    3. 汪东兴（50年3月任）

  - 秘书处
  - 机要处
  - 警卫处
  - 资料室

政务院机关除秘书厅外，还设有：参事室、机关事务管理局、人事局。其中，政务院人事局1951年时并入中央人民政府人事部。另外，1954年时还新增设了政务院专家招待事务管理局。
自1950年开始，政务院先后设立的非常设机构还有：
- 政务院及所属单位机构编制审查委员会
- 全国编制委员会
- 中央爱国卫生运动委员会
- 政务院劳动就业委员会

## 历任秘书长
1. 李维汉（1949年10月－1953年9月）
2. 习仲勋（1953年9月－1954年9月）

## 历任副秘书长
- 齐燕铭（1949年10月19日-1954年9月）
- 许广平（女）（1949年10月19日-1954年9月）、
- 郭春涛（1949年10月19日-1950年6月30日逝世）
- 孙起孟（1949年10月19日-1954年9月）
- 辛志超（1949年10月19日-1954年9月）
- 阳翰笙（1949年10月19日-1951年12月）
- 屈武（1950年9月-1954年9月）
- 陶希晋（1950年9月-1954年9月）
- 张唯一（1950年9月-1954年9月）
- 廖鲁言（1952年8月-1954年9月）
- 孙志远（1952年11月-1954年2月）